# Élections législatives françaises de 1906
Les élections législatives de 1906 ont eu lieu les 6 et 20 mai 1906.

## Contexte
Les précédentes élections (1902) ont donné la majorité au bloc des gauches. Le gouvernement du radical Émile Combes, soutenu par cette majorité, fait passer la loi sur les associations et celle de séparation des Églises et de l'État (1905). L'Affaire Dreyfus qui a bouleversé la vie politique du pays touche à sa fin, Alfred Dreyfus étant réhabilité en juillet 1906, quelques mois après les législatives.

## Système électoral
Les élections se déroulent au scrutin uninominal à deux tours par arrondissements (loi du 13 février 1889).

## Résultats
|                          |                                                         |            |       |        |  |  |  |  |  |
| Partis                   | Partis                                                  | Voix       | %     | Sièges |  |  |  |  |  |
|                          | Parti républicain radical et radical-socialiste (PRRRS) | 3 247 808  | 35,00 | 271    |  |  |  |  |  |
|                          | Radicaux indépendants (RI)                              | 3 247 808  | 35,00 | 271    |  |  |  |  |  |
|                          | Action libérale populaire (ALP)                         | 2 264 869  | 24,41 | 78     |  |  |  |  |  |
|                          | Conservateurs monarchistes (Cons.)                      | 2 264 869  | 24,41 | 78     |  |  |  |  |  |
|                          | Fédération républicaine (FR)                            | 1 260 680  | 13,59 | 67     |  |  |  |  |  |
|                          | Section française de l'Internationale ouvrière (SFIO)   | 894 734    | 9,64  | 54     |  |  |  |  |  |
|                          | Alliance républicaine démocratique (ARD)                | 748 526    | 8,07  | 71     |  |  |  |  |  |
|                          | Divers (DIV)                                            | 330 000    | 3,56  | 0      |  |  |  |  |  |
|                          | Parti nationaliste (PN)                                 | 309 820    | 3,34  | 30     |  |  |  |  |  |
|                          | Socialistes indépendants (SI)                           | 222 151    | 2,39  | 20     |  |  |  |  |  |
|                          |                                                         |            |       |        |  |  |  |  |  |
| Total                    | Total                                                   | 9 278 588  | 100   | 591    |  |  |  |  |  |
| Abstentions              | Abstentions                                             | 2 252 662  | 19,43 |        |  |  |  |  |  |
| Inscrits / participation | Inscrits / participation                                | 11 593 458 | 80,03 |        |  |  |  |  |  |

## Analyse
Ces élections sont un nouveau succès pour la majorité sortante de gauche qui progresse en sièges. Cette progression est le fait des radicaux-socialistes comme des républicains de gauche. À l'inverse, les radicaux indépendants perdent quelques sièges. Ces changements font des radicaux-socialistes la première force de l'Assemblée, devant les radicaux indépendants. De la même manière, les socialistes progressent, et notamment la SFIO qui obtient plusieurs dizaines de sièges un an seulement après sa fondation (1905). Concomitamment, les socialistes indépendants parviennent à se faire élire dans 21 circonscriptions, en grande majorité dans le Sud-Est, emmenés par un ex-maire de Lyon, l'autoritaire mais actif Jean-Victor Augagneur. Enfin, ces élections sont une défaite pour la droite conservatrice qui recule fortement, et ce malgré les bons résultats des Libéraux.
Le radicalisme s'installe dans une vaste zone du pays, allant de l'est du Bassin parisien et du Centre à l'Est franc-comtois et au Sud-Est, relié lui-même au Sud-Ouest par le Languedoc. Au contraire, les antiministériels n'ont plus que deux zones de force dans la carte de France: de l'Ouest au Nord d'une part, et, déjà morcelé, le sud-est du Massif central. Quant aux conquêtes nationalistes de 1902, elles se réduisent à des circonscriptions isolées.

## IXelégislature
Durée de la législature : 1er juin 1906 - 31 mai 1910.
Président de la République : Armand Fallières.
Président de la Chambre des députés : Henri Brisson (8 juin 1906-13 avril 1912).
| Gouvernement | Gouvernement       | Gouvernement                        | Dates (Durée)                                              | Président du Conseil       | Composition initiale                   |
| ------------ | ------------------ | ----------------------------------- | ---------------------------------------------------------- | -------------------------- | -------------------------------------- |
| 1            | Ferdinand Sarrien  | Gouvernement Ferdinand Sarrien      | du 14 mars 1906 au 20 octobre 1906 (220 jours)             | Ferdinand Sarrien (PRRRS)  | 11 ministres 3 sous-secrétaires d'État |
| 2            | Georges Clemenceau | Gouvernement Georges Clemenceau (1) | du 25 octobre 1906 au 20 juillet 1909 (2 ans et 268 jours) | Georges Clemenceau (PRRRS) | 12 ministres 4 sous-secrétaires d'État |
| 3            | Aristide Briand    | Gouvernement Aristide Briand (1)    | du 24 juillet 1909 au 3 novembre 1910 (1 an et 102 jours)  | Aristide Briand (SI)       | 12 ministres 4 sous-secrétaires d'État |